# Anticira
Anticira (em grego: Αντίκυρα; romaniz.: Antíkyra) é uma cidade na Fócida, Grécia.

## Nome e passado micênico
Nome moderno: Anticira; até meados do século XX, ela se chamava Aspra Espítia, nome que, após 1960, foi dado para uma localidade adjacente inteiramente nova, três quilômetros a Leste; na Fócida, na baía de Anticira, no Golfo de Corinto, alguns restos ainda são visíveis. Era uma cidade de grande importância nos tempos antigos. É identificada com a Ciparisso homérica, aparecendo no Catálogo das Naus, de onde a frota fócida navegou para Áulis e depois para Troia. No tempo dos romanos ainda existia em Anticira o túmulo de Esquédios e Epístrofos, os almirantes da frota fócida. O nome Ciparisso foi devido ao fundador mítico da cidade, Ciparisso, filho de Orcômeno e irmão do rei Mínias.

## Heléboro
De acordo com uma tradição diferente, a cidade foi batizada de Anticira por causa de outro herói mítico, Anticireu, que curou a loucura de Héracles com heléboro, uma planta medicinal da família das Liliáceas. O heléboro foi a principal razão para a fama de Anticira em todo o mundo antigo. A cidade era famosa por seus heléboros negros (Helleborus niger), e por um medicamento elaborado à base de heléboro branco (Veratrum album). Ambas as espécies de heléboro são ervas que cresciam na vizinhança de Anticira e eram consideradas como uma cura para a loucura. Esta circunstância deu origem a uma série de expressões proverbiais, como Αντικυρας σε δει ou naviget Anticyram, e alusões frequentes entre os autores gregos e latinos. O heléboro era igualmente considerado benéfico em casos de gota e epilepsia.

## Períodos clássico e helenístico
Anticira foi destruída por Filipe II durante a Terceira Guerra Sagrada, em 346 a.C. A cidade recuperou, porém, rapidamente sua prosperidade, como se pode julgar pela construção de um templo de Ártemis e a encomenda da estátua de culto da deusa ao famoso escultor Praxíteles, já em 330 a.C.. Mais tarde, Anticira foi assediada e destruída várias vezes durante o conflito romano-macedônio. Em 198 a.C. foi tomada pelo general romano Tito Quíncio Flaminino durante a Segunda Guerra Macedônica, sendo escolhida como base de inverno para seu exército. Durante o século II a.C., Anticira cunhava suas próprias moedas de bronze com a cabeça de Posidão no anverso e Ártemis carregando uma tocha e um arco no verso.

## Período romano
Pausânias, que visitou a cidade durante o terceiro quartel do século II, dá uma explicação detalhada sobre ela: um templo de Posidão na cidade com uma estátua de bronze do deus do familiar "tipo de Latrão", dois ginásios, um com uma estátua do campeão olímpico Xenódamos (vencedor no pancrácio durante os Jogos Olímpicos de 67 d.C., devido à participação do imperador Nero), uma ágora com muitas estátuas de bronze, uma muralha de proteção, o túmulo de Esquédios e Epístrofos, e dois templos de Ártemis além dos muros, um dedicado a Ártemis Dictina e o outro (com a escultura de Praxíteles) para Ártemis Ilítia (de acordo com uma inscrição encontrada recentemente).

## Idade Média
No começo do período bizantino, a cidade era um bispado, e uma grande basílica de cinco naves com chão de mosaico foi descoberta na década de 1980. Parece que uma grande destruição da cidade e seus edifícios ocorreu por volta de 620 por um forte terremoto. Durante o século XIV, a cidade era um porto fortificado dos catalães, chamado Porto de Aragão, e provavelmente pertencente aos domínios de Fernando II de Aragão, o Condado de Salona (atual Anfissa).

## Tempos modernos
A cidade foi identificada com a antiga Antikyra em 1806 por William Martin Leake, que encontrou a primeira de várias inscrições conhecidas citando o seu nome. Investigações posteriores feitas por Lolling, Dittenberger, Fossey, o 10º Eforato Arqueológico e o 1º Eforato Bizantino trouxeram à luz vários testemunhos do glorioso passado de Anticira. Entre os mais notáveis restos está um templo arcaico de Atena, em que um estatueta da deusa de fino bronze do estilo arcaico tardio/severo foi encontrada, uma grande parte das muralhas do século IV a.C. da cidade, com duas torres retangulares e um banho público cristão primitivo com hipocausto, como parte de uma grande casa.

## Outras cidades de mesmo nome
Na Tessália, na margem direita do rio Esperqueu, perto de sua desembocadura. É chamada geralmente "Anticira Malíaca", junto ao Golfo Malíaco, nas margens do qual foi localizada.
Durante muito tempo acreditou-se que uma terceira Anticira tenha existido em algum lugar na Lócrida, no lado norte da entrada do Golfo de Corinto, perto de Nafpáktos. Provou-se, porém, que esta hipótese foi um equívoco do historiador romano Tito Lívio, que não conhecia a área.